# Newton Faller
Newton Faller (Rio de Janeiro, 25 de janeiro de 1947 – São  Paulo, 9 de outubro de 1996) foi um engenheiro eletricista e cientista da computação brasileiro. Filho de Kurt Faller e Ada Faller. A ele é creditada a descoberta de algoritmos de Huffman adaptativos, enquanto empregado da IBM, no Rio de Janeiro.

## Biografia
Newton Faller nasceu no Rio de Janeiro, em 25 de janeiro de 1947, filho de Kurt Faller e Ada Maria Lazzaris Faller. Cursou Engenharia Eletrônica no Instituto Tecnológico de Aeronáutica (ITA), em São José dos Campos, de 1965 a 1969 e trabalhou como Analista de Sistemas na IBM Brasil, posição que ocupou de 1970 até 1974. Ele iniciou sua carreira dedicando-se ao campo da compressão de dados, estudando a Codificação de Huffman. Esse trabalho resultou na sua dissertação de mestrado intitulada "Um Sistema Adaptativo para a Compressão de Dados", através da qual obteve o título de Mestre em Ciências em Engenharia de Sistemas e Computação no ano de 1973. A pesquisa foi conduzida na COPPE, atualmente Instituto Alberto Luiz Coimbra de Pós-Graduação e Pesquisa em Engenharia, na Universidade Federal do Rio de Janeiro. Em 1974, assumiu a posição de Analista de Sistemas no Núcleo de Computação Eletrônica, onde liderou diversos projetos inovadores de pesquisa, abrangendo tanto o âmbito de software quanto de hardware.
Newton Faller casou-se em 30 de julho de 1976 com Maria Ester Kremer Faller, nascida no Rio de Janeiro em 18 de fevereiro de 1951, graduada em Física, pela Universidade Federal do Rio de Janeiro, e Mestre em Educação, pela Universidade da Califórnia, em Berkeley. Maria Ester ingressou em 1986 na TVE Brasil, onde exerceu toda a sua carreira profissional.
Desse relacionamento nasceram Maria Clara Kremer Faller, em 14 de novembro de 1979, em Berkeley, Califórnia, Estados Unidos, Engenheira Química, formada pela Pontifícia Universidade Católica do Rio de Janeiro (2002), com mestrado em Engenharia de Materiais pela mesma PUC-Rio em 2006 e, atualmente, é Engenheira de Processamento Sênior e consultora na área de combustíveis no Centro de Pesquisas e Desenvolvimento da Petrobras; e Ana Luísa Kremer Faller, nascida no Rio de Janeiro, em 19 de janeiro de 1983, Nutricionista pela Universidade Federal do Rio de Janeiro (UFRJ) e especialista em Nutrição Clínica Funcional pela CVPE/Unib – SP, mestre e doutora em Nutrição Humana pelo INJC – UFRJ, com doutorado sanduíche pela cooperação internacional CAPES/Fulbright, possui experiência na área de Nutrição, com ênfase em Alimentos Funcionais e Planejamento Dietético, atualmente é professora do Instituto de Nutrição Josué de Castro da Universidade Federal do Rio de Janeiro.
De 1976 a 1981, Faller fez seu doutorado em Engenharia Eletrônica e Ciência da Computação, na Universidade da Califórnia, Berkeley, com a tese "Design and Analysis of Program Behavior Models for the Reproduction of Working-Set Characteristics", orientado por Domenico Ferrari.
Em 1981 passou a atuar também como Professor Associado no curso de Bacharelado em Informática do Instituto de Matemática da Universidade Federal do Rio de Janeiro, ministrando diversos cursos com especial ênfase em modelagem de sistemas computacionais e avaliação de desempenho. Atuou como editor do Boletim do Plurix entre 1987 e 1991, uma publicação com detalhes de implementação do sistema operacional de mesmo nome. Entre 1992 e 1993 foi Professor Visitante no International Computer Science  Institute, uma organização de pesquisa independente e sem fins lucrativos na área de Ciência da Computação localizada em Berkeley, Califórnia, Estados Unidos.
Newton Faller morreu em 9 de outubro de 1996, em um evento de Computação em São Paulo, deixando viúva sua mulher, Maria Ester Kremer Faller, e duas filhas: Maria Clara Kremer Faller e Ana Luisa Kremer Faller.

## Realizações
Começou sua carreira trabalhando com compressão de dados, estudando o algoritmo clássico de Codificação de Huffman, e foi o primeiro a propor os "Algoritmos de Huffman adaptativos". Essa descoberta foi sua dissertação de mestrado. Mais tarde, Robert G. Gallager (1978) e Donald Knuth (1985) propuseram alguns complementos e o algoritmo ficou conhecido como FGK (as iniciais de cada um dos pesquisadores).
Newton Faller tinha excepcional competência no projeto de dispositivos digitais. De meados de 1973 a 1974, Newton Faller, Eber Schmitz, Ivan da Costa Marques e Pedro Salembauch projetaram e implementaram o PPF (Processador de Ponto Flutuante) para o computador IBM 1130, uma admirável façanha técnica na época. A IBM exigiu que o dispositivo fosse acoplado à CPU do IBM 1130 através de um único soquete (plug) que, uma vez desacoplado, retornava a CPU do IBM 1130 em sua plena integralidade para que a equipe de manutenção da IBM pudesse fazer a manutenção em uma máquina não tocada por terceiros.
Essa exigência foi atendida e o PPF multiplicou a velocidade de processamento do computador original por fatores que variavam de 10 a 50, dependendo da operação aritmética em execução (o maior ganho sendo nas operações de divisão de números fracionários). O projeto foi transferido para a empresa Microlab e, com o apoio do BNDES, foram produzidas cinco unidades do PPF, que funcionaram por vários anos em universidades brasileiras.
Em 1974, o NCE se propõe um novo desafio: construir um Terminal Inteligente, o TI, utilizando o microprocessador Intel 8008, o primeiro microprocessador de 8 bits, lançado nos Estados Unidos em 1972. A proposta era trabalhar na fronteira da tecnologia. Os critérios para o desenvolvimento do TI eram os mesmos que levaram à construção do PPF e estavam escritos em um artigo publicado no Boletim Informativo da Capre intitulado A Computação na UFRJ: Uma Perspectiva, onde o grupo do NCE apresentava os requisitos para a definição de projetos visando absorção, geração e posterior fixação de know-how. Eber Assis Schmitz, vindo da Universidade Federal do Rio Grande do Sul para cursar o mestrado na COPPE, e Newton Faller assumiram a incumbência de coordenar a construção do Terminal Inteligente.
Após voltar do doutorado para o Brasil, no ano de 1982, Newton Faller debruçou-se na elaboração do Pegasus, um sistema de multiprocessamento simétrico que alcançava a performance de superminis com uso de microprocessadores Motorola 68020. O Pegasus foi o embrião da tecnologia dos supermicros, tendo sido a base para a formulação da linha X de supermicros da empresa estatal COBRA Computadores, atual BB Tecnologia e Serviços. Esses equipamentos foram a primeira geração de computadores a utilizar o sistema operacional Plurix, desenvolvido na ocasião pela equipe de Faller. Em setembro de 1985 o Projeto PEGASUS-32X/PLURIX recebeu o Primeiro Prêmio da Área de Pesquisa e Desenvolvimento concedido pela ABICOMP (Associação Brasileira da Indústria de Computadores) durante a V Feira Internacional de Informática.
O sistema operacional Plurix foi largamente apontado como uma das alternativas nacionais para substituir a importação do sistema padrão americano Unix, de propriedade da American Telegraph, AT&T. Comercializado através das empresas EBC e Sisco em 1988, após seis anos de pesquisa, o Plurix teve toda a sua primeira versão financiada pelo Fundo de Incentivo à Pesquisa do Banco do Brasil (FIPEC), mas os custos da segunda e terceira versões foram assumidos pelo próprio Núcleo de Computação Eletrônica. O professor acreditava na elaboração de um software no Brasil, mesmo com uma lei que facilitava a importação de programas estrangeiros. Em artigo escrito para a Revista Info Exame à época da comercialização do software, Faller enfatizava em tom quase ufanista:
“Como país do terceiro mundo, o Brasil foi impedido de ter acesso à tecnologia do UNIX. A discordância do papel subalterno que lhe é reservado pelo Primeiro Mundo reuniu equipes de pessoal altamente qualificado para empreender o desenvolvimento de sistemas operacionais compatíveis com o Unix. Hoje (1988), tais sistemas são uma realidade. Estas equipes poderão produzir com facilidade os novos sistemas operacionais necessários para a evolução da indústria nacional. Apesar de toda a dificuldade, chegamos a uma invejável plataforma tecnológica em informática. Disso dependerá o papel que o país deverá desempenhar no cenário internacional do próximo século”.
No ano de 1986, Faller fundou duas empresas com alguns ex-alunos: SAGIS Tecnologia, orientada à implementação de protótipos e projeto de hardware de computadores; e UNITEC Informática, orientada ao projeto, implementação e porte de sistemas de software, ambas com sede da cidade do Rio de Janeiro, tendo ocupado o cargo de diretor de tecnologia nas duas empresas até o ano de 1990. Como projetos de hardware desenvolvidos pela SAGIS destacam-se o projeto do computador EBC-32010, baseado nos microprocessadores Motorola 68010, para a fabricante brasileira de computadores EBC, entre 1986 e 1987, e o projeto do computador LABO OS-5000, baseado nos microprocessadores Motorola 68020, para a fabricante brasileira de computadores LABO, entre 1987 e 1989.
Como pesquisador do Núcleo de Computação Eletrônica da Universidade Federal do Rio de Janeiro (UFRJ), além do projeto Pegasus/Plurix, liderou também o projeto Tropix, o sucessor do sistema operacional Plurix para processadores com arquitetura Intel x86.
A Sociedade Brasileira de Computação (SBC) possui um prêmio em seu nome, o Prêmio Newton Faller, destinado a pesquisadores da área ou com contribuição relevante à área no país.